# Carlo Francesco Pollarolo

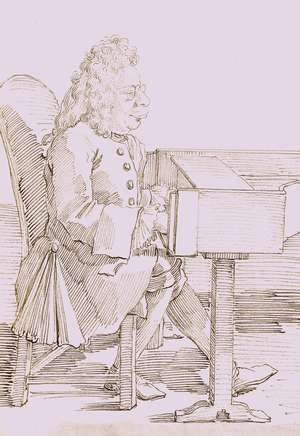
Carlo Francesco Pollarolo

Carlo Francesco Pollarolo, fälschlich auch Pol(l)aroli (um 1653 in Brescia (?); † 7. Februar 1723 in Venedig) war ein italienischer Organist und Komponist. Er komponierte 85 Opern, sieben Oratorien, mehrere Orgelsonaten, Fugen sowie geistliche Arien und Kantaten. Die Opern wurden zu seiner Zeit mit großem Erfolg in Italien, Deutschland und Österreich aufgeführt.

## Leben
Über Pollarolos Jugend und seine musikalische Ausbildung ist wenig bekannt. Studium bei Legrenzi, 1665 Kapellsänger. Wahrscheinlich wurde er von seinem Vater Orazio Pollarolo (um 1634–1684), der Organist am Dom von Brescia war und auch möglicherweise vom Domkapellmeister Pietro Pelli unterrichtet. Ab 1676 ist er als Domorganist und als Organist an weiteren Kirchen Brescias nachgewiesen. Am 26. November 1674 heiratete er Angela Maria Alliati in der Kirche SS. Nazaro e Celso. Er war Vater von drei Kindern, von denen der jüngste Sohn, Antonio Pollarolo, ebenfalls Organist und Opernkomponist wurde.
Um 1689 zog er mit seiner Familie nach Venedig, wo er ein Jahr später zum Organist des Markusdoms ernannt wurde und zwei Jahre später das Amt eines Vizekapellmeisters übernahm. Ab 1691 wurden seine Opern an den bedeutendsten Opernhäusern der Stadt, wie San Giovanni Crisostomo, Sant’Angelo, San Cassiano und San Fantin uraufgeführt. 1694 bewarb er sich um die Stelle eines Maestro di cappella am Markusdom, unterlag aber mit nur einer Stimme seinem Mitbewerber Antonino Biffi. Wenig später übernahm sein Sohn Antonio seinen Posten als Vizekapellmeister, und Pollarolo widmete sich vor allem dem Komponieren von Opern. Von 1696 bis zu seinem Tod im Jahre 1722 war er Maestro di coro des Ospedale degl’Incurabili, eine der vier renommierten Musikschulen Venedigs. Für das Incurabili komponierte er 12 Oratorien.
Pollarolo wurde in der Kirche Santa Maria di Nazareth beigesetzt.